# Уесли Ната
Уесли Ната е бразилски футболист, играе на поста атакуващ полузащитник. От 2020 г. футболист на Рига.

## Кариера
Започва като юноша в Чапекоензе, а през годините играе под наем в различни бразилски отбори.